# Argyrodes scapulatus
Argyrodes scapulatus là một loài nhện trong họ Theridiidae.
Loài này thuộc chi Argyrodes. Argyrodes scapulatus được miêu tả năm 1994 bởi Joachim Schmidt & Piepho.